# 1523

## Починали
- 14 септември – Папа Адриан VI